# Première Nation Sawridge
La Première Nation Sawridge est une Première Nation (au sens de « bande indienne ») d'ethnie crie des plaines, dont le territoire est situé au nord de l'Alberta, au Canada. Basée dans la ville de Slave Lake à l'est du Petit lac des Esclaves, elle a à sa disposition deux réserves indiennes, Sawridge 150G et Sawridge 150H. Elle est signataire du Traité numéro 8. 
En novembre 2023, sa population est de 658 personnes, dont 604 qui vivent hors réserve.

## Gouvernance
Pour la période 2023-2027, le conseil de bande est formé du chef Isaac Twinn et des conseillers Jeanine Potskin et Samuel Twinn. Le système électoral de la bande est coutumier. Elle fait partie du conseil tribal Lesser Slave Lake Indian Regional Council. 
Le 24 août 2009, la Première Nation adopte sa propre constitution.  